# Thirteen Erotic Ghosts
Pour plus de détails, voir Fiche technique et Distribution.
Thirteen Erotic Ghosts est un film de fantasy érotique américain réalisé par Fred Olen Ray et sorti en 2002.

## Fiche technique
- Titre : Thirteen Erotic Ghosts / 13 Erotic Ghosts
- Réalisateur : Fred Olen Ray (crédité comme Nicholas Medina)
- Scénario : Fred Olen Ray (crédité comme Sherman Scott)
- Monteur : Peter Stewart
- Producteur : Kimberly A. Ray
- Société de production : American Independent Productions
- Société de distribution :
- Pays d'origine :  États-Unis
- Langue d'origine : Anglais
- Lieu de tournage :
- Genre : Fantasy, comédie érotique saphique
- Format : Couleurs
- Durée : 71 minutes
- Dates de sortie :
  -  États-Unis 2002
  -  Japon 24 septembre 2004

## Distribution
- Julie Strain : Baronne Lucrezia
- Richard Gabai
- John Henry Richardson : Ted Nightingale
- Peter Spellos : Hugo
- Mia Zottoli : Gina DiCaprio
- Aria Giovanni : fantôme érotique
- Nicole Specht : fantôme érotique
- Felony : fantôme érotique
- Zen : jumelle fantôme érotique
- Zero : jumelle fantôme érotique
- Fred Olen Ray : professeur Ted Isor (non crédité)